# Yoan Pablo Hernández
Yoan Pablo Hernández est un boxeur cubain né le 28 octobre 1984 à La Havane.

## Carrière
Passé professionnel en 2005, il devient champion du monde des lourds-légers IBF en battant aux points l'américain Steve Cunningham le 1er octobre 2011. La décision a été rendue à l'issue du 6e round après l'arrêt du combat provoqué par une blessure du cubain. Hernández remporte le combat revanche également aux points le 4 février 2012 après avoir notamment envoyé son adversaire deux fois à terre dans la 4e reprise puis conserve son titre face au canadien Troy Ross le 15 septembre 2012.
Le 23 novembre 2013, il bat par KO au 10e round Alexander Alekseev puis Firat Arslan aux points le 16 août 2014 avant d'être destitué en septembre 2015 pour ne pas avoir remis son titre en jeu dans le délai imparti.

## Référence
1. ↑  (en) Steve Cunningham vs. Yoan Pablo Hernandez (boxrec.com)